# Collegio di Reading East
Reading East è stato un collegio elettorale inglese situato nel Berkshire rappresentato alla Camera dei comuni del parlamento del Regno Unito. Eleggeva un membro del parlamento con il sistema maggioritario a turno unico; il collegio è stato abolito in occasione della revisione periodica del 2024.

## Estensione
- 1983–1997: i ward del Borough di Reading di Abbey, Caversham, Church, Park, Peppard, Redlands, Thames e Whitley, e i ward del distretto di Wokingham di Arborfield, Barkham, Finchampstead, Shinfield e Swallowfield.
- 1997–2010: i ward del Borough di Reading di Abbey, Caversham, Church, Katesgrove, Park, Peppard, Redlands e Thames, e i ward del distretto di Wokingham di Bulmershe, Loddon, South Lake e Whitegates.
- 2010-2024: i ward del Borough di Reading di Abbey, Caversham, Church, Katesgrove, Mapledurham, Park, Peppard, Redlands e Thames, e i ward del distretto di Wokingham di Bulmershe and Whitegates, Loddon e South Lake.

## Membri del Parlamento
| Elezione | Elezione | Deputato                | Partito          |
| -------- | -------- | ----------------------- | ---------------- |
|          | 1983     | Gerard Vaughan          | Conservatore     |
|          | 1997     | Jane Patricia Griffiths | Laburista        |
|          | 2005     | Rob Wilson              | Conservatore     |
|          | 2017     | Matt Rodda              | Laburista        |
|          | 2024     | Collegio abolito        | Collegio abolito |

## Elezioni

### Elezioni negli anni 2010
| Partito                    | Partito                                | Candidato                  | Risultati 12 dicembre 2019 | Risultati 12 dicembre 2019 |
| Partito                    | Partito                                | Candidato                  | Voti                       | %                          |
| -------------------------- | -------------------------------------- | -------------------------- | -------------------------- | -------------------------- |
|                            | Laburista                              | Matt Rodda                 | 27 102                     | 48,47                      |
|                            | Conservatore                           | Craig Morley               | 21 178                     | 37,87                      |
|                            | Lib Dem                                | Imogen Shepherd-DuBey      | 5 035                      | 9,00                       |
|                            | Verdi                                  | David McElroy              | 1 549                      | 2,77                       |
|                            | Brexit                                 | Mitchell Feierstein        | 852                        | 1,52                       |
|                            | Alleanza dei Popoli Cristiani          | Yemi Awolola               | 202                        | 0,36                       |
|                            |                                        |                            |                            |                            |
| Iscritti                   | Iscritti                               | Iscritti                   | 77 152                     | 100,00                     |
| ↳ Votanti (% su iscritti)  | ↳ Votanti (% su iscritti)              | ↳ Votanti (% su iscritti)  | 56 055                     | 72,66                      |
| ↳ Astenuti (% su iscritti) | ↳ Astenuti (% su iscritti)             | ↳ Astenuti (% su iscritti) | 21 097                     | 27,34                      |
|                            |                                        |                            |                            |                            |
|                            | Esito: collegio confermato a Laburista |                            |                            |                            |

| Partito                    | Partito                                           | Candidato                  | Risultati 8 giugno 2017 | Risultati 8 giugno 2017 |
| Partito                    | Partito                                           | Candidato                  | Voti                    | %                       |
| -------------------------- | ------------------------------------------------- | -------------------------- | ----------------------- | ----------------------- |
|                            | Laburista                                         | Matt Rodda                 | 27 093                  | 49,05                   |
|                            | Conservatore                                      | Rob Wilson                 | 23 344                  | 42,26                   |
|                            | Lib Dem                                           | Jenny Woods                | 3 378                   | 6,12                    |
|                            | Verdi                                             | Kizzi Johannessen          | 1 093                   | 1,98                    |
|                            | Indipendente                                      | Michael Turberville        | 188                     | 0,34                    |
|                            | Movement for Active Democracy                     | Andy Kirkwood              | 142                     | 0,26                    |
|                            |                                                   |                            |                         |                         |
| Iscritti                   | Iscritti                                          | Iscritti                   | 75 745                  | 100,00                  |
| ↳ Votanti (% su iscritti)  | ↳ Votanti (% su iscritti)                         | ↳ Votanti (% su iscritti)  | 55 370                  | 73,10                   |
| ↳ Astenuti (% su iscritti) | ↳ Astenuti (% su iscritti)                        | ↳ Astenuti (% su iscritti) | 20 375                  | 26,90                   |
|                            |                                                   |                            |                         |                         |
|                            | Esito: collegio passa da Conservatore a Laburista |                            |                         |                         |

| Partito                    | Partito                                   | Candidato                  | Risultati 7 maggio 2015 | Risultati 7 maggio 2015 |
| Partito                    | Partito                                   | Candidato                  | Voti                    | %                       |
| -------------------------- | ----------------------------------------- | -------------------------- | ----------------------- | ----------------------- |
|                            | Conservatore                              | Rob Wilson                 | 23 217                  | 45,98                   |
|                            | Laburista                                 | Matt Rodda                 | 16 697                  | 33,07                   |
|                            | Lib Dem                                   | Jenny Woods                | 3 719                   | 7,37                    |
|                            | UKIP                                      | Christine Forrester        | 3 647                   | 7,22                    |
|                            | Verdi                                     | Rob White                  | 3 214                   | 6,37                    |
|                            |                                           |                            |                         |                         |
| Iscritti                   | Iscritti                                  | Iscritti                   | 73 179                  | 100,00                  |
| ↳ Votanti (% su iscritti)  | ↳ Votanti (% su iscritti)                 | ↳ Votanti (% su iscritti)  | 50 494                  | 69,00                   |
| ↳ Astenuti (% su iscritti) | ↳ Astenuti (% su iscritti)                | ↳ Astenuti (% su iscritti) | 22 685                  | 31,00                   |
|                            |                                           |                            |                         |                         |
|                            | Esito: collegio confermato a Conservatore |                            |                         |                         |

| Partito                    | Partito                                   | Candidato                  | Risultati 6 maggio 2010 | Risultati 6 maggio 2010 |
| Partito                    | Partito                                   | Candidato                  | Voti                    | %                       |
| -------------------------- | ----------------------------------------- | -------------------------- | ----------------------- | ----------------------- |
|                            | Conservatore                              | Rob Wilson                 | 21 269                  | 42,55                   |
|                            | Lib Dem                                   | Gareth Epps                | 13 664                  | 27,34                   |
|                            | Laburista                                 | Anneliese Dodds            | 12 729                  | 25,47                   |
|                            | UKIP                                      | Adrian Pitfield            | 1 086                   | 2,17                    |
|                            | Verdi                                     | Rob White                  | 1 069                   | 2,14                    |
|                            | Indipendente                              | Joan Lloyd                 | 111                     | 0,22                    |
|                            | Indipendente                              | Michael Turberville        | 57                      | 0,11                    |
|                            |                                           |                            |                         |                         |
| Iscritti                   | Iscritti                                  | Iscritti                   | 74 940                  | 100,00                  |
| ↳ Votanti (% su iscritti)  | ↳ Votanti (% su iscritti)                 | ↳ Votanti (% su iscritti)  | 49 985                  | 66,70                   |
| ↳ Astenuti (% su iscritti) | ↳ Astenuti (% su iscritti)                | ↳ Astenuti (% su iscritti) | 24 955                  | 33,30                   |
|                            |                                           |                            |                         |                         |
|                            | Esito: collegio confermato a Conservatore |                            |                         |                         |

### Elezioni negli anni 2000
| Partito                    | Partito                                           | Candidato                  | Risultati 5 maggio 2005 | Risultati 5 maggio 2005 |
| Partito                    | Partito                                           | Candidato                  | Voti                    | %                       |
| -------------------------- | ------------------------------------------------- | -------------------------- | ----------------------- | ----------------------- |
|                            | Conservatore                                      | Rob Wilson                 | 15 557                  | 35,43                   |
|                            | Laburista                                         | Tony Page                  | 15 082                  | 34,35                   |
|                            | Lib Dem                                           | John Howson                | 10 619                  | 24,18                   |
|                            | Verdi                                             | Rob White                  | 1 548                   | 3,53                    |
|                            | UKIP                                              | David Lamb                 | 849                     | 1,93                    |
|                            | Indipendente                                      | Joan Lloyd                 | 135                     | 0,31                    |
|                            | Indipendente                                      | Rex Hora                   | 122                     | 0,28                    |
|                            |                                                   |                            |                         |                         |
| Iscritti                   | Iscritti                                          | Iscritti                   | 72 822                  | 100,00                  |
| ↳ Votanti (% su iscritti)  | ↳ Votanti (% su iscritti)                         | ↳ Votanti (% su iscritti)  | 43 912                  | 60,30                   |
| ↳ Astenuti (% su iscritti) | ↳ Astenuti (% su iscritti)                        | ↳ Astenuti (% su iscritti) | 28 910                  | 39,70                   |
|                            |                                                   |                            |                         |                         |
|                            | Esito: collegio passa da Laburista a Conservatore |                            |                         |                         |

| Partito                    | Partito                                | Candidato                  | Risultati 7 giugno 2001 | Risultati 7 giugno 2001 |
| Partito                    | Partito                                | Candidato                  | Voti                    | %                       |
| -------------------------- | -------------------------------------- | -------------------------- | ----------------------- | ----------------------- |
|                            | Laburista                              | Jane Griffiths             | 19 538                  | 44,79                   |
|                            | Conservatore                           | Barry Tanswell             | 13 943                  | 31,96                   |
|                            | Lib Dem                                | Thomas Dobrashian          | 8 078                   | 18,52                   |
|                            | Verdi                                  | Miriam Kennet              | 1 053                   | 2,41                    |
|                            | UKIP                                   | Amy Thornton               | 525                     | 1,20                    |
|                            | Alleanza Socialista                    | Darren Williams            | 394                     | 0,90                    |
|                            | Indipendente                           | Peter Hammerson            | 94                      | 0,22                    |
|                            |                                        |                            |                         |                         |
| Iscritti                   | Iscritti                               | Iscritti                   | 74 700                  | 100,00                  |
| ↳ Votanti (% su iscritti)  | ↳ Votanti (% su iscritti)              | ↳ Votanti (% su iscritti)  | 43 625                  | 58,40                   |
| ↳ Astenuti (% su iscritti) | ↳ Astenuti (% su iscritti)             | ↳ Astenuti (% su iscritti) | 31 075                  | 41,60                   |
|                            |                                        |                            |                         |                         |
|                            | Esito: collegio confermato a Laburista |                            |                         |                         |

## Risultati dei referendum

### Referendum sulla permanenza del Regno Unito nell'Unione europea del 2016
|             | Collegio     | Lasciare UE % | Rimanere in UE % |
| ----------- | ------------ | ------------- | ---------------- |
|             | Reading East | 38,2%         | 61,8%            |
|             | Inghilterra  | 53,3%         | 46,7%            |
| Regno Unito | 51,9%        | 48,1%         |                  |